# قلعه آروندل
قلعه آروندل (انگلیسی: Arundel Castle) یک قلعه قرون وسطایی در آروندل، انگلستان است. این قلعه در جنگ‌های داخلی انگلستان آسیب دید و سپس در قرن ۱۸ و ۱۹ توسط چارلز هاوارد یازدهمین دوک نورفک بازسازی شد. قلعه آروندل از قرن یازدهم محل اقامت ارل آروندل و برای بیش از ۴۰۰ سال، دوک نورفک بوده‌است.

## نگارخانه

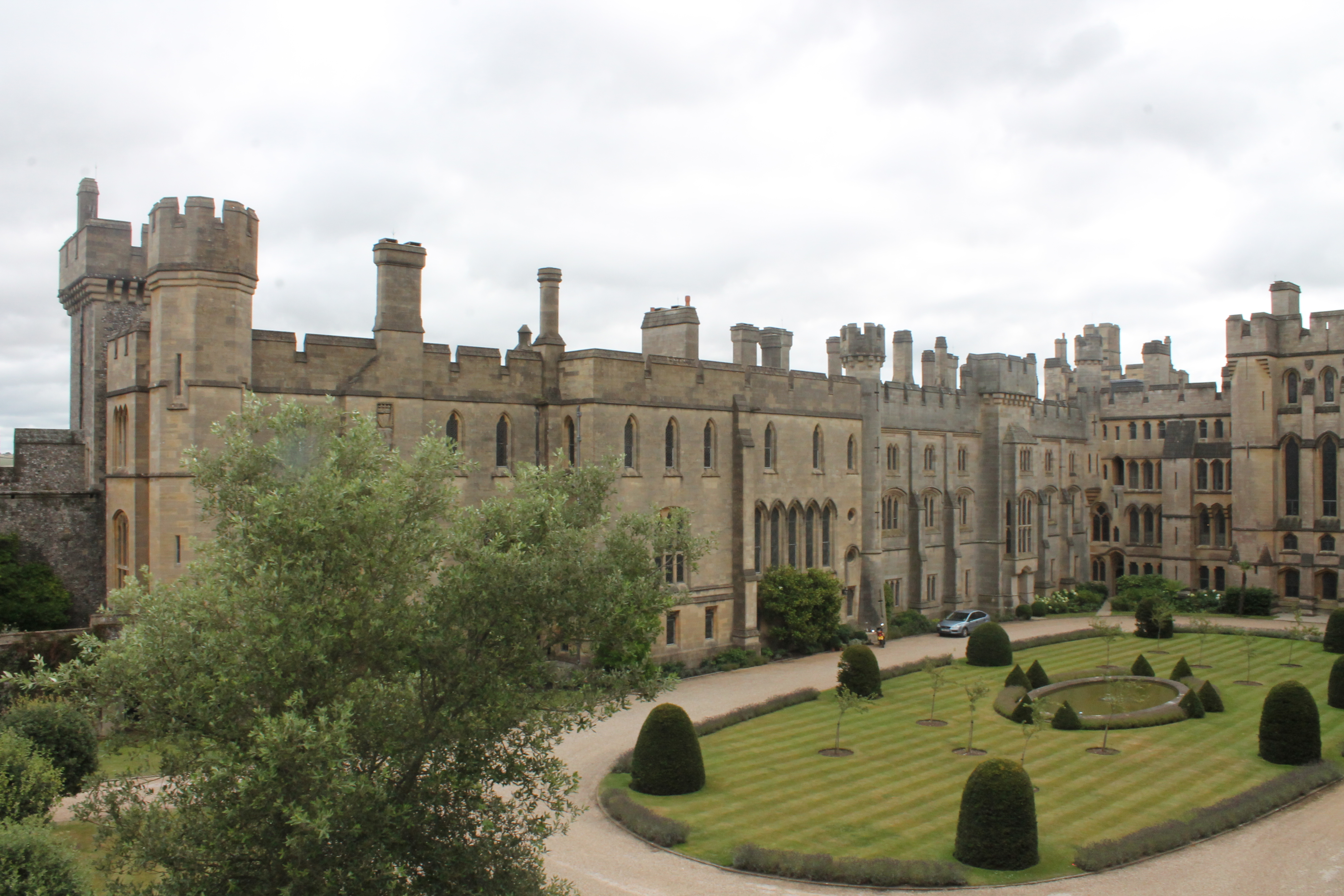
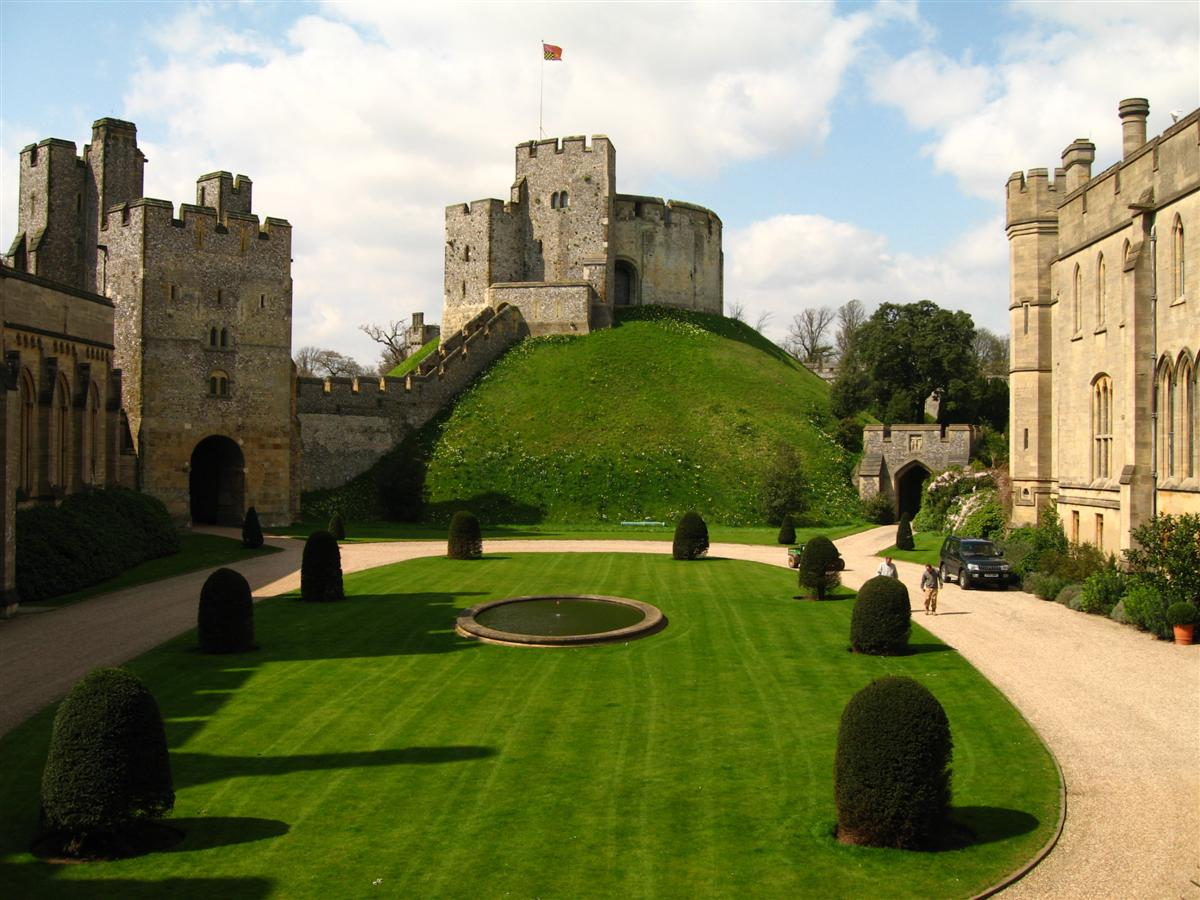
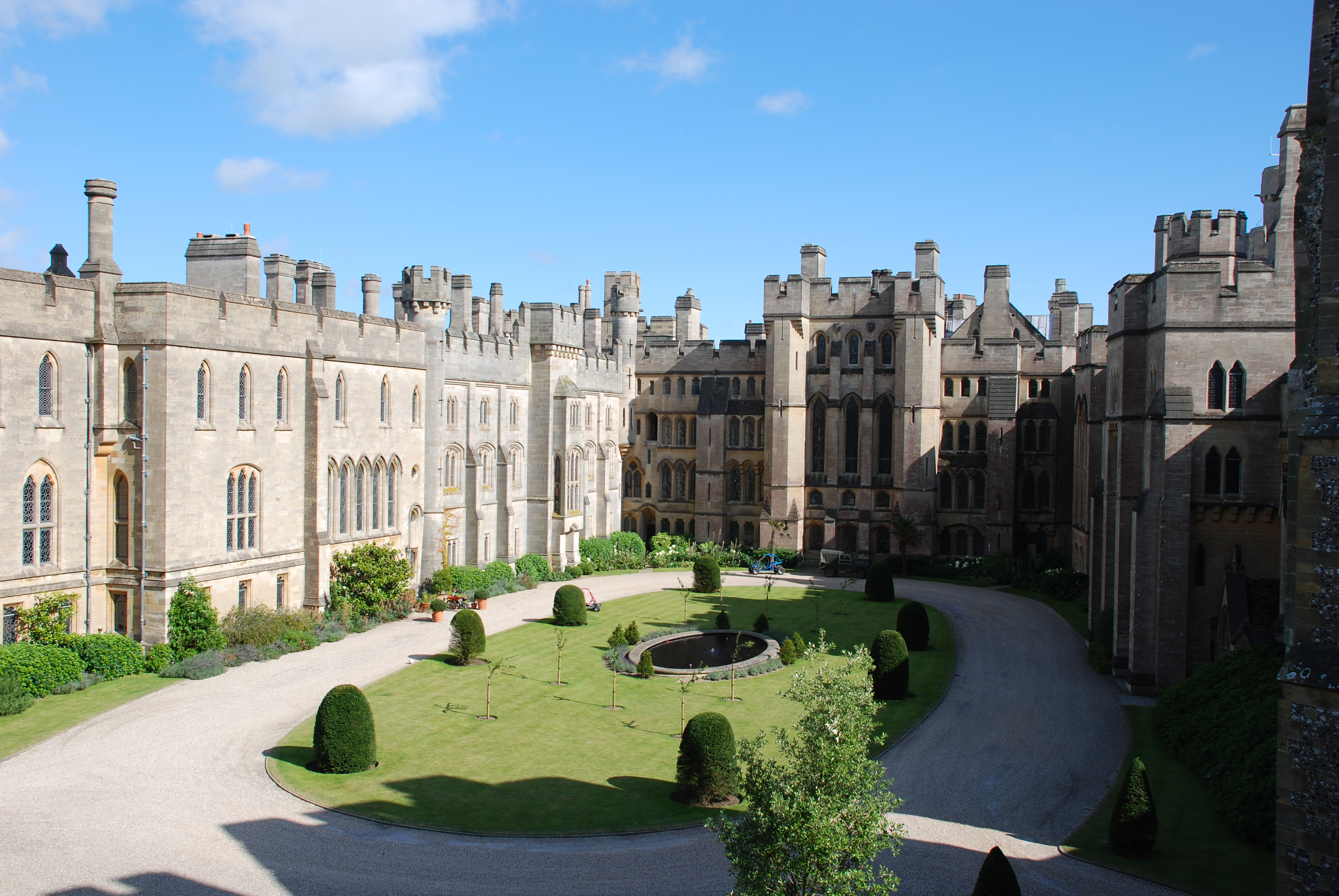
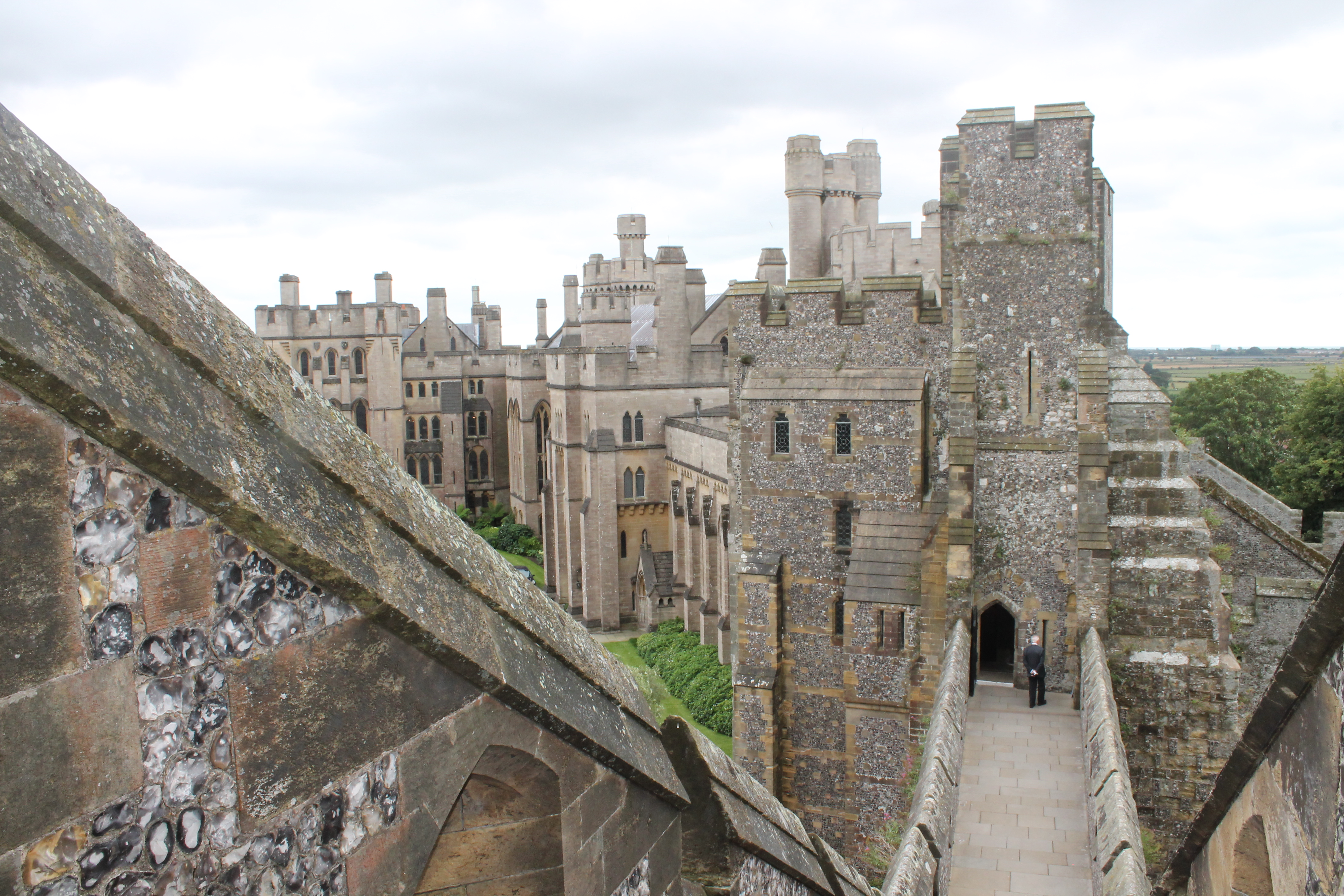
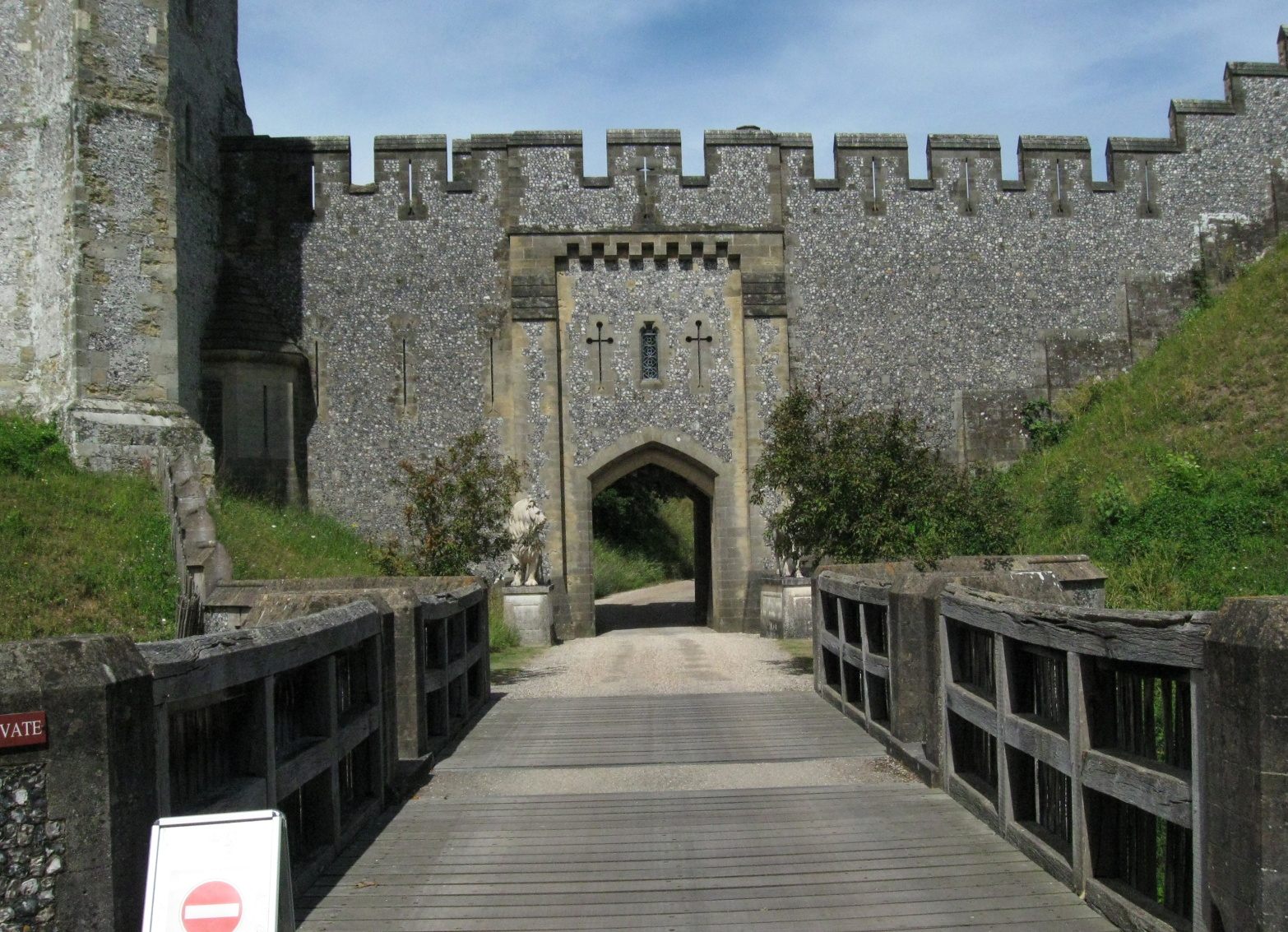